# Yuichi Maruyama
Yuichi Maruyama (født 16. juni 1989) er en japansk fodboldspiller.

## Japans fodboldlandshold
| Japans landshold | Japans landshold | Japans landshold |
| År               | Kmp              | Mål              |
| ---------------- | ---------------- | ---------------- |
| 2016             | 2                | 0                |
| Total            | 2                | 0                |